# Alluvioni Piovera
Alluvioni Piovera  (Aluviòni e Piòvra in dialetto locale) è un comune italiano di 1 582 abitanti della provincia di Alessandria in Piemonte. È stato istituito il 1º gennaio 2018 dalla fusione dei comuni di Alluvioni Cambiò e di Piovera.

## Storia
La nascita del nuovo comune fu preceduta, il 29 ottobre 2017, da un referendum in cui si chiedeva il parere dei residenti. La consultazione diede esito positivo.
Il nuovo comune è operativo dal 1º gennaio 2018.

## Monumenti e luoghi d'interesse

### Monumenti civili
A Piovera il castello già possedimento dei Visconti nel XIV secolo., passato quindi successivamente ai Balbi della Repubblica di Genova, conserva parti tinteggiate a lutto per la morte di Napoleone Bonaparte. Dagli anni sessanta del 1900 il castello passa al Conte Niccolò Calvi di Bergolo che decide di aprire le sale al pubblico. Ospita laboratori d'arte ed è inserito nel sistema dei "Castelli Aperti" del Basso Piemonte.

## Simboli
Lo stemma del Comune di Alluvioni Piovera rappresenta una sintesi dei due comuni di origine. 
Il gonfalone è un drappo di giallo.

## Geografia antropica
Il comune di Alluvioni Piovera comprende i centri abitati di Alluvioni Cambiò, Piovera e le località di Grava, Montariolo, Baracconi, Massarini e Mezzanino.

## Società

### Evoluzione demografica
Abitanti censiti